# Gerhard Schwinge

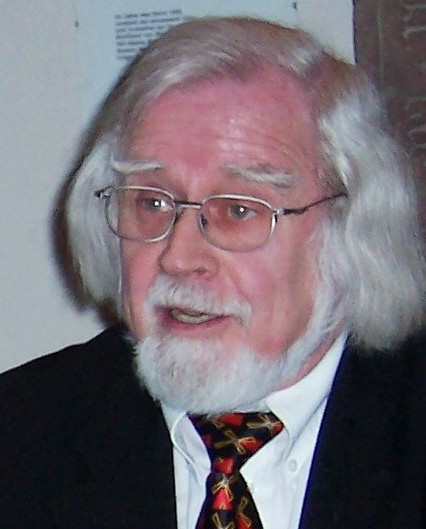
Gerhard Schwinge (2010)

Gerhard Schwinge (*  4. September 1934 in Berlin) ist ein deutscher Kirchenhistoriker und wissenschaftlicher Bibliothekar.

## Leben
Schwinge studierte von 1955 bis 1959 evangelische Theologie in Hamburg, Heidelberg und Göttingen. Von 1959 bis 1970 war er Vikar und Pfarrer in der ev.-luth. Kirche in Oldenburg und Militärpfarrer. Nach der staatlichen Ausbildung für den höheren wissenschaftlichen Bibliotheksdienst in Göttingen und Köln (Assessorexamen) war er von 1972 bis 1996 Leiter der landeskirchlichen Bibliothek der Evangelischen Landeskirche in Baden (Kirchenbibliotheksdirektor) sowie von 1989 bis 1996 Geschäftsführer des Vereins für Kirchengeschichte in der Evangelischen Landeskirche in Baden. Seitdem ist er im Ruhestand.
Er promovierte 1993 an der Universität Mainz über Johann Heinrich Jung-Stilling. Er publizierte zahlreiche selbstständige und unselbstständige Veröffentlichungen zur theologischen Bibliografie und Terminologie, zu Jung-Stilling und zur badischen Kirchen- und Regionalgeschichte des 19. und 20. Jahrhunderts.
Schwinge ist seit 1960 verheiratet.

## Schriften (Auswahl)
- Wie finde ich theologische Literatur? (= Orientierungshilfen, Bd. 16). Berlin-Verlag, Berlin 1979, ISBN 3-87061-195-2.

- Aloys Henhöfer (1789–1862) und die badische Erweckungsbewegung. Eine Ausstellung der Bad. Landesbibliothek Karlsruhe in Zusammenarbeit mit der Evang. Landeskirche in Baden / Landeskirchliche Bibliothek. Erarb. von G. Schwinge. Ausstellungskatalog, Karlsruhe 1989, ISBN 3-88705-025-8.
- Jung-Stilling als Erbauungsschriftsteller der Erweckung. Eine literatur- und frömmigkeitsgeschichtliche Untersuchung seiner periodischen Schriften und ihre Umfelds. (Arbeiten zur Geschichte des Pietismus, Bd. 32). Göttingen 1994. (Zugl.: Diss. theol. Mainz 1993) ISBN 3-525-55816-3.
- Wie finde ich theologische Literatur? 3. Aufl. (= Orientierungshilfen, Bd. 16). Berlin-Verlag Spitz, Berlin 1994, ISBN 3-87061-367-X.
- Melanchthon in der Druckgraphik. Eine Auswahl aus dem 17. bis 19. Jahrhundert. Dokumentation einer Ausstellung aus Beständen der Graphiksammlung des Melanchthonhauses Bretten, hg. von G. Frank. Heidelberg, Ubstadt-Weiher u. a. 2000, ISBN 3-89735-131-5.
- „Freundlich und ernst“. Friedrich Heinrich Christian Schwarz: Theologieprofessor und Pädagoge in Heidelberg von 1804 bis 1837 und die Heidelberger Gesellschaft seiner Zeit. Heidelberg u. a. 2007, ISBN 978-3-89735-504-0.
- mit Friedrich Hauck: Theologisches Fach- und Fremdwörterbuch. Vandenhoeck & Ruprecht, Göttingen, 11., durchgesehene Auflage 2010, ISBN 978-3-525-50146-7.
- Albert Ludwig Grimm (1786–1872); Student in Heidelberg, Schulmann und Schriftsteller in Weinheim, Parlamentarier in Karlsruhe und Bürgermeister in Weinheim, aktiver Ruheständler in Baden-Baden; eine Biographie in ihrem zeitgeschichtlichen Rahmen. Heidelberg u. a. 2011, ISBN 978-3-89735-674-0.
- „Flegeljahre“ der badischen evangelischen Kirche? Spätrationalistische und spätpietistische Pfarrer über den Zustand der Kirche. Auseinandersetzungen in Zeitungen und Streitschriften der Jahre 1843 bis 1850. Heidelberg u. a. 2013, ISBN 978-3-89735-771-6.
- Der Wirtschaftswissenschaftler Johann Heinrich Jung als Vertreter der Aufklärung in der Kurpfalz, 1778–1787. Jung-Stilling-Ges., Siegen 2013, ISBN 978-3-928984-31-7.
- Johann Heinrich Jung-Stilling (1740–1817), „Patriarch der Erweckung“: Beiträge aus 26 Jahren Jung-Stilling-Forschung. Heidelberg u. a. 2014, ISBN 978-3-89735-850-8.

### Herausgabe, Mitarbeit, Redaktion (Auswahl)
- Luther und die Reformation am Oberrhein. Eine Ausstellung der Bad. Landesbibliothek u. der Evang. Landeskirche in Baden in Zusammenarbeit mit … Ausstellungskatalog. Redaktion G. Römer, G. Schwinge. Karlsruhe 1983, ISBN 3-88705-010-X. (Mitarbeit; Redaktion)
- Die Erweckung in Baden im 19. Jahrhundert. Vorträge u. Aufsätze aus dem Henhöfer-Jahr 1989. Im Auftrag des Vereins für Kirchengeschichte hg. von G. Schwinge. (Veröffentlichungen des Vereins für Kirchengeschichte in der Evang. Landeskirche in Baden, Bd. 42) Karlsruhe 1990, ISBN 3-87210-327-X. (Herausgabe, Mitarbeit, Redaktion)
- Jung-Stilling – Arzt, Kameralist, Schriftsteller zwischen Aufklärung und Erweckung. Aufsatz- und Katalogband zur Ausstellung der Bad. Landesbibliothek. Karlsruhe 1990, ISBN 3-88705-027-4. (Mitarbeit, Redaktion)
- Protestantismus und Politik. Zum politischen Handeln evangelischer Männer und Frauen für Baden zwischen 1819 und 1933. Eine Ausstellung der Bad. Landesbibliothek in Zusammenarbeit mit der Evang. Landeskirche in Baden / Landeskirchliche Bibliothek, dem Generallandesarchiv Karlsruhe u. dem Stadtarchiv Karlsruhe, aus Anlaß des Kirchenjubiläums 1996: 175 Jahre Evang. Landeskirche in Baden. Aufsatz- und Katalogband. Karlsruhe 1996, ISBN 3-88705-042-8 (Mitarbeit, Redaktion)
- Geschichte der badischen evangelischen Kirche seit der Union 1821 in Quellen. Hg. vom Vorstand des Vereins für Kirchengeschichte in der Evang. Landeskirche in Baden zum Kirchenjubiläum 1996. Konzeption u. Redaktion: G. Schwinge. (Veröffentlichungen des Vereins für Kirchengeschichte in der Evang. Landeskirche in Baden, Bd. 53). Karlsruhe 1996, ISBN 3-87210-910-3. (Mitarbeit, Redaktion)
- Das Melanchthonhaus Bretten. Ein Beispiel des Reformationsgedenkens der Jahrhundertwende. Im Auftrag der Melanchthonstadt Bretten hg. von St. Rhein u. G. Schwinge. Heidelberg, Ubstadt-Weiher u. a. 1997, ISBN 3-929366-63-0. (Mitarbeit, Redaktion)
- Johann Heinrich Jung-Stilling: Briefe. Ausgew. u. hg. von G. Schwinge. Gießen, Basel 2002, ISBN 3-7655-9405-9. (Herausgabe)
- Beiträge zur Waldensergeschichtsschreibung, insbesondere zu deutschsprachigen Waldenser-Historikern des 18.–20. Jahrhunderts, hg. von A. de Lange u. G. Schwinge. (Waldenserstudien, Bd. 1) Heidelberg, Ubstadt-Weiher u. a. 2003, ISBN 3-89735-235-4. (Herausgabe, Mitarbeit, Redaktion)
- Die Evangelische Landeskirche in Baden im Dritten Reich. Quellen zu ihrer Geschichte. Band IV – VI. Im Auftrag des Evang. Oberkirchenrats Karlsruhe gemeinsam mit einer Fachkommission hg. von G. Schwinge. (Veröffentlichungen des Vereins für Kirchengeschichte in der Evang. Landeskirche in Baden, 60. 61. 62). Karlsruhe 2003–2005, ISBN 3-87210-914-6, ISBN 978-3-87210-916-3, ISBN 978-3-87210-917-0. (Herausgabe, Mitarbeit, Redaktion)
- Lebensbilder aus der evangelischen Kirche in Baden im 19. und 20. Jahrhundert. Band V: Kultur und Bildung, hg. von G. Schwinge, (Sonderveröffentlichungen des Vereins für Kirchengeschichte in der Evang. Landeskirche in Baden, Bd. 4). Heidelberg, Ubstadt-Weiher u. a. 2007, ISBN 978-3-89735-502-6. (Herausgabe, Mitarbeit, Redaktion)
- Lebensbilder aus der evangelischen Kirche in Baden im 19. und 20. Jahrhundert. Band IV: Erweckung – Innere Mission / Diakonie – Theologinnen, hg. von G. Schwinge, (Sonderveröffentlichungen des Vereins für Kirchengeschichte in der Evang. Landeskirche in Baden, Bd. 9). Heidelberg, Ubstadt-Weiher u. a. 2015, ISBN 978-3-89735-516-3. (Herausgabe, Mitarbeit, Redaktion)
- Schwinge verfasste zahlreiche Artikel im Biographisch-Bibliographischen Kirchenlexikon (BBKL).